# Bunun

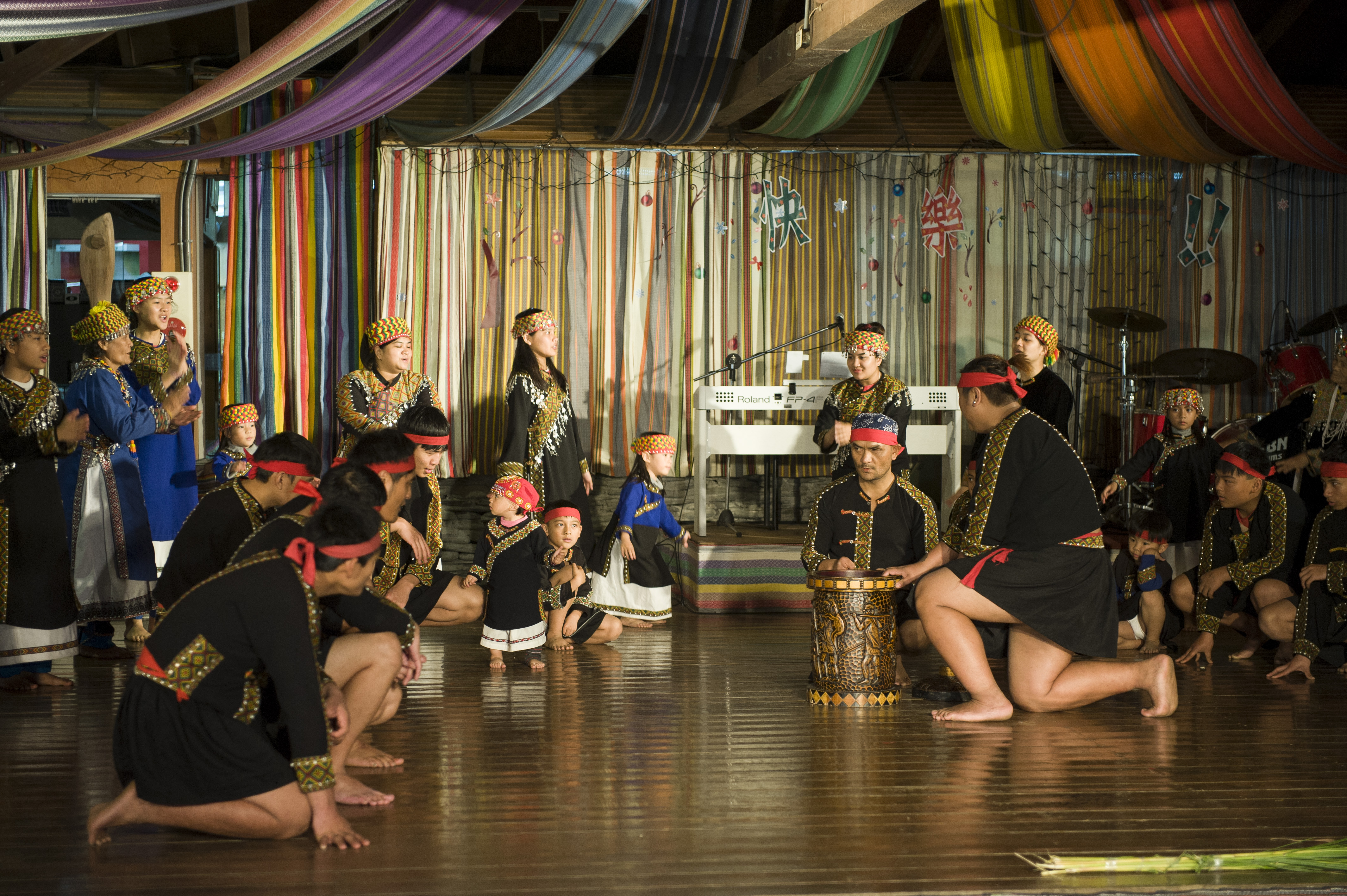
Bunun-Tänzer in traditioneller Kleidung

Die Bunun (chinesisch: 布農) sind ein indigenes Volk Taiwans. Der Name „Bunun“ bedeutet „Mensch“ und ist auch eine Benennung der Volksgruppe. Die Gesamtbevölkerung der Bunun beträgt 69.426 (Stand: Sept. 2016). Sie wohnen beiderseits des Taiwanischen Zentralgebirges in einer Höhe von etwa 1000 bis 2300 Metern.
Damit zählen die Wohnorte der Bunun zu den höchstgelegenen unter denen der indigenen Völker Taiwans. Aufgrund ihrer Anpassung an das Leben im Hochgebirge wird ihnen eine hohe Mobilität nachgesagt und sie werden auch als typische Bergbewohner angesehen.

## Die Legenden der Bunun

### Zum Herkunftsort
In früherer Zeit scheinen die Bunun ursprünglich nicht in den Bergen gelebt zu haben. In den Legenden der Bunun wird von einem Ursprungsort mit dem Namen „Lamungan“ (拉蒙岸) gesprochen. Da dieser Ursprungsort bisher nicht genau bestimmt werden konnte, wird allgemein nur von der westlichen Ebene Taiwans gesprochen. Nach den überlieferten Erinnerungen der Bunun wohnten sie möglicherweise in Lukang (鹿港), Shalu (沙鹿), Nantou (南投), Douliu (斗六) oder Puli (埔里). Es gibt allerdings auch die Ansicht, dass die Bunun sowohl in der Ebene als auch den Bergregionen angesiedelt gewesen seien.

### Zur Siedlungsgeschichte
Die Legenden der Bunun berichten darüber, dass sich dieses Volk immer stärker in die Bergregionen zurückziehen musste. Eine der Hauptursachen waren die ständigen Kämpfe mit den Han-Chinesen, die immer weitere Teile Taiwans besiedelten. Aus diesem Grunde siedelten die Bunun zuerst verstärkt in den Vorgebirgsregionen und versteckten sich später immer tiefer in den Bergen.

## Zur Geschichte der Bunun

### Allianzen mit und Strafexpeditionen gegen andere indigene Völker
Es gab insgesamt fünf Gemeinschaften unter den Bunun. Um sich selbst vor Feinden und Gefahren  zu schützen, hatte jede Gemeinschaft mit den anderen bestimmte Übereinkünfte.
So durften sie sich zum Beispiel nicht untereinander bekriegen und mussten sich Waffenhilfe leisten, wenn es um Feldzüge gegen andere Völker ging. Anlässe waren zum Beispiel der Raub von Jagdrevieren und Rache. Die Bunun hatten beispielsweise Auseinandersetzungen mit den Atayal (泰雅族), Amis (阿美族), Tsou (鄒族), Paiwan (排灣族), Saisiyat (賽夏族) und Thao (邵族).

### Die niederländische Kolonialzeit
Während der niederländischen Kolonialzeit von 1624 bis 1662 gab es keinen direkten Kontakt zwischen den Bunun und den Niederländern. Trotzdem gab es einen Handel, denn die Bunun verkauften Hirschleder an die Han-Bevölkerung, die dann das Hirschleder an die holländischen Geschäftsleute weiter verkauften.

### Qing-Dynastie
Ende des 19. Jahrhunderts wurde von der Qing-Regierung die Erschließung der Berge (開山撫番) beschlossen. Dazu gehörte ein Straßenbauprojekt (八通關古道), wodurch die Urbarmachung bzw. ökonomische Entwicklung des Taiwanischen Zentralgebirges erreicht werden sollte.

### Taiwan unter japanischer Herrschaft (1895–1945)
Um die ökonomische Entwicklung in Taiwan rasch zu beschleunigen, erließ die japanische Kolonialregierung  Gesetze, die keinerlei Rücksicht auf die Interessen der Bunun nahm. Aufgrund der respektlosen Behandlung und Unterdrückung der Bunun durch die japanische Kolonialmacht kam es immer wieder zu bewaffneten Konflikten.

### Die heutige politische Situation
Die taiwanische Regierung bemüht sich aktiv um den Verkehrsbau in den Bergregionen, die schulische Versorgung und die Verbesserung des Lebens der indigenen Völker ganz allgemein, wovon auch die Bunun profitieren. Im Vergleich zur Vergangenheit hat sich die Lebensqualität wesentlich verbessert. Trotzdem gibt es immer noch große Unterschiede zwischen der Han-Bevölkerung und den indigenen Gruppen.

## Gesellschaftsordnung
Bei den Bunun herrscht die Patrilinearität. Insgesamt gehören heutzutage sechs Gemeinschaften zu den Bunun. Jede Gemeinschaft ist autonom und besitzt ihr eigenes Versammlungshaus. In der traditionellen Bunun-Gesellschaft gab es insgesamt sechs Führungspersönlichkeiten: den Priester (祭司), den Leiter des Hirsch-Ohren-Festes (打耳祭主祭), den politischen Führer (政治領袖), den Kriegsführer (軍事領袖), den Dorfführer (族長) und den Medizinmann (巫師).
Die Sippen der Bunun sind ein typisches Großfamiliensystem (大家庭制).
Normalerweise gibt es in einer Familie 20 bis 30 Personen und in manchen gibt es noch etwa bis zu 60 Personen oder sogar mehr. Der Großvater ist oft das Familienoberhaupt. Er hat die höchste Gewalt, die immer vom Ältesten vererbt wird.

## Lebensgewohnheiten

### Ernährung
Die Ernährung der Bunun ist vielfältig, da sie sowohl auf Landwirtschaft und Viehhaltung als auch auf Jagd und Fischfang basiert. Zu ihren Grundnahrungsmitteln gehören beispielsweise Hirse, Süßkartoffel, Reis, bestimmte Kürbisarten, Blattgemüse und Früchte.

### Religion
Der Glauben der Bunun war ursprünglich wesentlich komplexer und durchzogen mit den verschiedensten Ritualen, die oft im Zusammenhang mit den einzelnen Lebensabschnitten oder landwirtschaftlichen Festen standen. In Krisenzeiten kam das Volk zusammen und arbeitete kollektiv. Nach erfolgreicher Lösung der Probleme wurde dies durch Feiern zelebriert. Diese frühen Riten änderten sich mit der Zeit und begannen sich allmählich aufzulösen. Dies beruhte einerseits auf der Politik der japanischen Kolonialmacht, die die Bunun zwang, ihre angestammten Gebiete zu verlassen, andererseits auf der Christianisierung, die durch Missionare vorangetrieben wurde. Dagegen spielen die weniger missionierungsaktiven Religionen wie Buddhismus und Daoismus heutzutage bei den Bunun eine geringe Rolle.

### Handel und Wirtschaft
Nicht nur traditionelle Wirtschaftsweisen, sondern auch wirtschaftliche Tätigkeiten haben sich geändert. Von der ursprünglichen bis zur modernen Lebensweise hat sich das Leben der Bunun grundlegend gewandelt. Der Einsatz anderer landwirtschaftlicher Geräte und Maschinen brachte Arbeitserleichterung und eine Erhöhung der Produktivität. Der Wandel vom Konzept des Tauschhandels, wie es in der Vergangenheit üblich war, hin zum Konzept der modernen Geldwirtschaft hat bei den indigenen Völkern einen großen Einfluss gehabt.

## Rituale im Leben

### Übergangsritus zum Erwachsenen
Die Bunun haben keinen Übergangsritus, also keine besondere Übergangszeit zum Erwachsenen, sondern das Ritual des „Zähneziehens“ (auch „Zähne fehlen“). Sie glauben, dass fehlende Zähne ein Symbol für die Schönheit sind. Wenn die Kinder 15 oder 16 Jahre alt waren, mussten sie sich zwei Schneidezähne ziehen lassen. Falls sie es nicht zuließen, durften sie als Frauen keine Kleidung weben und als Männer nicht an der normalen Jagd oder der Kopfjagd teilnehmen. Nachdem den Jugendlichen die Zähne gezogen waren, mussten sie außerdem damit beginnen, den Lebensunterhalt der Familie zu bestreiten.

### Hochzeit
Die Bunun sind monogam und heiraten sehr früh. Die traditionellen Ehen bei den Bunun wurden mit beiderseitigem Einverständnis der Eltern des Bräutigams und der Braut entschieden. Die Kinder hatten bei der Auswahl des Partners kein Mitspracherecht. Manchmal wurden solche beiderseitigen Eheversprechen sogar schon abgegeben, noch bevor die Kinder überhaupt geboren waren. Wurden dann Kinder gleichen Geschlechts geboren, wurden die Eheversprechen allerdings geändert.
Die Bunun hatten noch eine besondere Sitte－„Tongyangxi“ (童養媳). Manche jungen Mädchen wurden von Kindheit an von einer anderen Familie adoptiert. Waren sie dann zu einer jungen Frau herangewachsen, mussten sie den Sohn dieser Familie heiraten.
Außerdem gab es viele Tabus:
1. Namensvettern dürfen nicht heiraten, um zu verhindern, dass sie Nachwuchs bekommen oder jung sterben.
2. Der Bräutigam und die Braut müssen einen neuen Hochzeitstag festlegen, wenn sie während der Vereinbarungszeit oder Hochzeit Hashas (in der Sprache der Bunun: einen schwarzen Vogel) sehen.
3. Wenn Angehörige von Seiten des Mannes einen Alptraum haben, müssen sie auch einen neuen Hochzeitstag festlegen.
4. Während einer Hochzeit darf man nicht niesen oder einen Wind lassen, oder man muss an einem anderen Tag erneut die Hochzeit veranstalten.
Bei den Bunun gab es keine Verlobung. Dafür gab es so etwas wie eine Vereinbarungszeit (議婚). Nachdem alle Eltern den Hochzeitstag entschieden hatten, gärten die Angehörigen von der Seite des Mannes für drei Tage Hirsewein (小米酒) im Haus der Braut, und nach drei Tagen ging der Bräutigam mit der verabredeten Menge des Brautpreises zum Haus der Braut, um sie zu ehelichen. Allerdings haben sich diese Bräuche heute verändert. Die Bunun richten sich jetzt nach den Regeln des Christentums. Sie heiraten in der Kirche und bereiten zahlreiche Gerichte für die Verwandten vor; d. h. ihre Hochzeit ähnelt der der Han-Taiwaner.

## Pasibutbut (八部合音)
Die Bunun sind weltbekannt für ihren Gesang ”Pasibutbut“. “Pasibutbut” (八部合音) ist ein Festlied in der traditionellen Bunun-Gesellschaft, das vor der Aussaatzeit (播種祭) im Februar gesungen wird. Es wird gesagt, dass die Bunun einmal die herrlichen Stimmen eines Wasserfalls in den Bergen gehört haben, und sie waren so ehrfürchtig vor diesen Stimmen der Natur. Nachdem sie zu ihrem Dorf zurückgekommen waren, stellten sie fest, dass die Hirse ertragreicher war. Die Bunun begannen deswegen, die Stimmen der Natur zu imitieren, um reichere Ernten zu erbitten. Das Festlied ”Pasibutbut“ entstand auf diese Weise.
Das Besondere an diesen Gesängen ist, dass die Chorpartien nicht festgesetzt werden, sondern die Sänger passen sich während des Singens einander an.